# David Villa
David Villa Sánchez (spanyol kiejtéssel: [daˈβið ˈbiʎa santʃeθ]; Langreo, 1981. december 3. –) spanyol válogatott labdarúgó, csatár. Szakértők szerint generációjának egyik legjobb játékosa, és minden idők egyik legjobb spanyol támadója. Az Indiai Szuperligában szereplő Odisha FC technikai tanácsadója, valamint a Globális Futballműveletek vezetője.
A Kölyök (El Guaje) becenevét azért kapta, mert nála jóval idősebb gyerekekkel kezdte elsajátítani a labdarúgás alapjait. Gyermekkorában súlyos sérülést szenvedett, 2001-ben ugyanakkor megkezdte profi pályafutását a Sporting de Gijónnál. Két szezont követően a Real Zaragozához igazolt, ahol debütált a La Ligában, továbbá megnyerte a csapattal a spanyol kupát és a szuperkupát. 2005-ben 12 millió eurós átigazolási díjért cserébe írt alá a Valenciához, itt újra elhódította a kupasorozat trófeáját. 28 évesen már 28 bajnoki gól fűződött a nevéhez. 2010-ben a Barcelona 40 millió euróért szerződtette, ahol megnyerte első spanyol bajnoki, illetve Bajnokok Ligája címét, utóbbi fináléjában gólt is jegyzett. 2013-ban hagyta el a klubot, miután 5,1 millió euró fejében az Atlético Madridhoz igazolt, ekkor újra az első osztály bajnoka lett. A spanyol fővárosban töltött egyetlen idénye után az MLS-ben újonnan induló New York City lett a következő csapata, ahol a klub legjobb góllövőjévé vált, 2016-ban pedig megkapta a legjobb játékosnak járó díjat is. 2018-ban bejelentette, hogy távozik az egyesülettől, majd a japán Vissel Kobéhoz szerződött.
A spanyol válogatottban, a profik között 2005-ben debütált. Négy nagy tornán vett részt, és szerves tagja volt a 2008-as Európa-bajnokságot és a 2010-es világbajnokságot megnyerő csapatnak. Három gólt szerzett a 2006-os világbajnokságon, a 2008-as Európa-bajnokság során gólkirály lett, a 2010-es világbajnokságon pedig az ezüstcipő díjazásában részesült. 2010-ben még a Valencia játékosaként helyet kapott a FIFA által összeállított FIFPro World XI-ben. Ő lett az első spanyol labdarúgó, aki 50 gólt jegyzett a válogatottban, ezt követően 2017-ben egy rövid visszatérő után 59 góllal és 98 meccsel a háta mögött vonult vissza, valamint a nemzeti tizenegy legjobb góllövőjének számít a világbajnokságokat is tekintve kilenc találatával.

## Gyermekkora és pályafutása kezdete
Langreo város Tuilla kerületében született, az észak-spanyolországi Asztúria tartományban, José Manuel Villa bányász fiaként. Amikor négyéves volt, veszélybe került a pályafutása, mivel a jobb lábában combcsonttörést szenvedett, azonban sikerült teljesen felépülnie. A sérülése miatt édesapjával a bal lábát erősítették, ennek volt köszönhető, hogy a későbbiekben mindkét lábával eredményesen tudott lőni. Édesapja következetes támogatására így emlékszik vissza: „Ott volt, és újra és újra dobta nekem a labdát, ezzel pedig arra késztetett, hogy a bal lábammal rúgjam azt, mivel a jobb gipszben volt, miután eltört. Alig emlékszem egyetlen edzésre, amikor apám nem volt ott. Soha nem éreztem egyedül magam a pályán.”
Bevallotta, miszerint 14 évesen közel került ahhoz, hogy abbahagyja a labdarúgást, miután az edzőjével konfliktusba keveredett. Szülei biztatásának köszönhetően azonban kitartott álma megvalósítása mellett, ugyanis rájött, hogy tehetsége megélhetést eredményezhet. „Azokban az időkben egy senki voltam, egy fillért sem kerestem, és miután egész szezonban a kispadon ültem, csak el akartam menni és a barátaimmal akartam játszani. De apám mindig támogatott és felvidított, amíg a pályafutásom be nem indult.” – mondta. Pályafutását az UP Langreónál kezdte, majd 17 éves korában a Mareo labdarúgóiskolához csatlakozott.

## Pályafutása

### Sporting Gijón
Villa számos asztúriai csapat érdeklődését felkeltette, azonban a tartomány egyik nagyobb klubja, a Real Oviedo kijelentette, hogy számukra túl alacsony növésű, és nem hiszik, hogy van benne elegendő potenciál. A szakmai áttörést a helyi gárda, a Sporting de Gijón hozta meg számára, így gyermekkori bálványa, Quini nyomdokaiba lépett. Az ifjúsági csapatban kezdett játszani, majd a 2000–2001-es szezonban debütált a felnőttek között. Miután két idény alatt 25 gól fűződött a nevéhez, az egyesület alapemberévé vált. Pepe Acebal, a Sporting akkori trénere azt mondta, Villának kezdetben nem volt elég kitartása ahhoz, hogy előrelépjen, apránként kellett megadni neki az esélyt, a munkamorálja „versenyképtelen” volt.

### Real Zaragoza

#### 2003–2004-es szezon
A Sporting csapatában két évadot töltve góljainak száma majdnem elérte a 40-et, ennek köszönhetően 2003 nyarán az első osztályban újonc Real Zaragoza 3 millió euróért szerződtette. Első mérkőzését a galíciai Deportivo de La Coruña ellen játszotta, mely során 1–0-s vereséget szenvedtek idegenben. Első gólja két meccsel később született, a nyolcadik percben a Real Murcia ellen, ezzel a Zaragoza 2–0-ra vezetett a 3–0-val záródó találkozón. 2003. december 4-én első dupláját jegyezte az Athletic Bilbao elleni 2–2-es döntetlen során, 2004. április 25-én pedig első mesterhármasát a Sevilla ellen, mely mérkőzés 4–4-es döntetlennel ért véget, a Zaragoza mind a négy gólja pedig az ő nevéhez fűződött.
Az aragóniai klub bejutott a 2004-es spanyol kupa döntőjébe, ahol a támadó kulcsszerepet játszott a győzelemben, ugyanis találatával 2–1-re fordította meg a mérkőzést a Real Madrid ellen, mely végül 3–2-es győzelemmel fejeződött be számukra. Nem sokkal ezután először hívták be a válogatottba, aminek eredményeként a Zaragoza drukkerek annyira büszkék lettek a teljesítményére, hogy kitalálták az ila ila ila, Villa maravilla szurkolói dalt. Utóbbi jelentése csoda, de jelentheti azt ebben a szövegkörnyezetben, hogy csodálatos, vagy nagyszerű.

#### 2004–2005-ös szezon
A kupagyőzelem után a csapat indulhatott az UEFA-kupában, így Villa először mérethette meg magát nemzetközi szinten. Az első csoportmeccsen, az Utrecht elleni mérkőzés utolsó perceiben talált be, az eredmény 2–0 lett csapata javára. A nyolcaddöntőben az Austria Wiennel mérkőztek meg. Az első találkozó 1–1-re végződött, majd a visszavágó 2–2-re, utóbbin a csatár is eredményes volt, azonban az idegenben lőtt több gól szabálya szerint a bécsi klub jutott tovább. 2004. szeptember 23-án a La Ligában a Barcelona ellen a Camp Nou-ban 1–0-s vezetést szerzett egyesületének, ám a katalánok végül 4–1-re nyerték meg a meccset. 2005. április 17-én góllal járult hozzá a Sevilla elleni 3–0-s sikerhez.

### Valencia

#### 2005–2006-os szezon

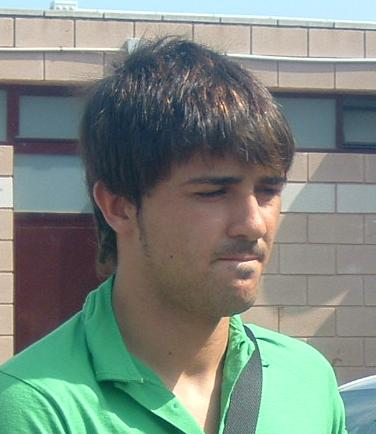
Villa a Ciutat Esportiva de Paterna edzőközpontban 2005-ben

A sikerek után a Zaragozának pénzre volt szüksége, így 2005 nyarán a Valencia vezetőedzője, Quique Sánchez Flores 12 millió eurót fizetett a játékjogáért cserébe. Az első mérkőzésén a belga Gent elleni 2–0-s siker során az Intertotó-kupában megszerezte első gólját. 2005. augusztus 27-én debütált a bajnokságban új klubjában, a Real Betis elleni 1–0-ra megnyert meccsen csereként lépett pályára. A következő találkozón előző csapata, a Zaragoza ellen 2–1-es vereségre álltak; a 81. percben Rubén Baraja helyére állt be és egy percen belül kiegyenlített, így a Valencia 2–2-es döntetlent ért el, mely által pontot is szerzett.
Szeptember 27-én ismét létfontosságú pontot mentett a Barcelona elleni összecsapáson a Camp Nou-ban, ezzel egy ideig vezetéshez is juttatta klubját, miután Víctor Valdés kidobása a hátáról pattant be a kapuba. Október 23-án egy másik nagy multú klub, a Real Madrid ellen szerzett győztes gólt a Santiago Bernabéu stadionban, 2006. február 12-én pedig újra eredményes volt a Barcelona ellen, találata elegendőnek bizonyult a három pont megszerzéséhez. Február 4-én a Deportivo La Coruña ellen is betalált a Riazor Stadionban, ezt a gólt az ESPN nagyszerűnek, míg Sid Lowe a legjobbnak minősítette, aki még azt is hozzátette, hogy mindez fordulatot jelentett pályafutásában.
2006. április 23-án első mesterhármasát jegyezte a klubban az Athletic Bilbao ellen a San Mamésben, mindezt valamivel több mint öt perc alatt sikerült elérnie, ezzel az egyik leggyorsabban érte el a három gólt a spanyol pontvadászatban. A Valencia 3–0-ra nyerte meg a meccset. Az egy szezonban lőtt góljait tekintve Edmundo Suaréz 60 évvel korábbi csúcsát döntötte meg.

#### 2006–2007-es szezon
Ebben az évben Villa első alkalommal lépett pályára a Bajnokok Ligájában; első találkozója egy selejtezőmérkőzés volt, a Red Bull Salzburg ellen 1–0-ra elvesztett összecsapás utolsó szakaszában állt be csereként. A visszavágót 3–0-ra megnyerve gól fűződött a nevéhez, így a Valencia kvalifikálta magát a csoportkörbe. A Roma és a Sahtar Doneck ellen szerzett találatai segítették a továbbjutást az egyenes kieséses szakaszba, ahol az Inter Milannal mérkőztek meg. Az idegenbeli első mérkőzésen szabadrúgásból jegyzett gólt, ekkor az ellenfél egyik hátvédje arról panaszkodott, hogy Villa idiótára vette őket egyedül is. A negyeddöntőbe bejutva a Chelsea-vel találkoztak. A csatár mindkét meccsen szerepet kapott, de nem sikerült feliratkoznia az eredményjelzőre, összesítésben pedig 3–2-re maradtak alul. 2006 októberében bekerült az Aranylabda 50 jelöltje közé.
Az Espanyol és a Sevilla elleni találatai 16 gólig juttatták az idényben, ezzel a hatodik helyen végzett a góllövőlistán ugyannyi találattal, mint Raúl Tamudo, miközben mindenkinél több gólpasszt adott.

#### 2007–2008-as szezon

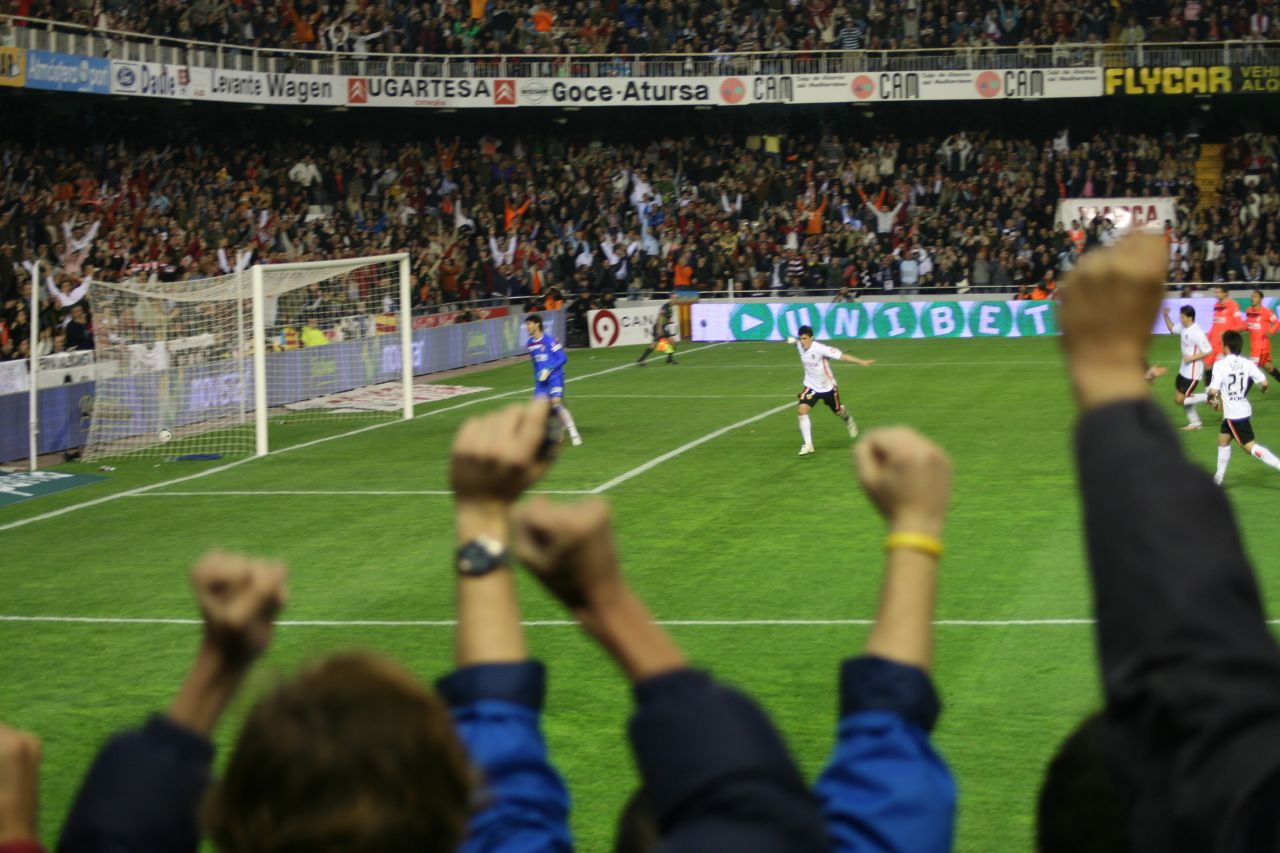
Villa egy tizenegyeslövést követően a Sevilla ellen

A 2007–2008-as idény nem volt könnyű sem Villának, sem a csapattársainak. A szezon elején menesztették menedzserüket, Quique Sánchez Florest, helyére Ronald Koeman érkezett, akit végül április 22-én bocsátottak el a gyenge eredményeit követően, holott a Valenciával megnyerte a kupát, miután a döntőben legyőzték a Getafe gárdáját. A következő évadban ez által biztosították indulásukat az UEFA-kupában. A szezon végén az Alméria nagyra értékelt edzője, Unai Emery váltotta. Koeman irányítása alatt Villa 26 mérkőzésen 18-szor talált be a kapuba.
Villának ebben az évben újra a Bajnokok Ligájában volt lehetősége megmérettetnie magát nemzetközi szinten. Ő jegyezte az egyetlen gólt a Schalke 04 ellen megnyert meccsen, majd vezetést szerzett a Chelsea ellen, ám Joe Cole és Didier Drogba találatai által 2–1-es vereséget szenvedtek.

#### 2008–2009-es szezon
Miután a 2008-as Európa-bajnokság gólkirálya lett, a 2008–2009-es idényben is jó formában volt, itt első gólját a Mallorca elleni nyitómeccsen szerezte, melyet 3–0-ra nyertek meg. Miután Bernd Schuster, a Real Madrid akkori trénere nem tudta szerződtetni őt csapatához, azzal vádolta meg, hogy nincsenek ambíciói, erre a csatár így válaszolt: „A labdarúgásban az ambíció nem a szádról szól, hanem a lábadról. Sok mindennel vádolhatsz – rossz napom van, kihagyom a helyzeteket, sok mindennel – de mindig is voltak ambícióim és mindig is lesznek. Azt gondolom, bizonyítottam a pályán a Zaragozában, a Sportingban, a Langreóban és a nemzeti csapatban." 2008 októberében Kaká dicsérte őt a Canal+-nak, mondván hogy ő a legjobb spanyol labdarúgó, valamint ő az a játékos, akivel a legszívesebben játszana együtt. 2008. december 2-án a hetedik helyen végzett az Aranylabda szavazáson, 2009. január 12-én pedig válogatott csapattársa, Andrés Iniesta után a 2008-as év kilencedik legjobb játékosa lett a FIFA év játékosa szavazásán.
Az UEFA-kupában kevesebb szerep jutott számára, a csoportkörből továbbjutva a Dinamo Kijiv ellen ugyan kezdőként kapott helyet a csapatban, de gólt nem sikerült szereznie. A két meccs 3–3-as összesítéssel zárult és a Dinamo jutott tovább az idegenben szerzett gólok alapján.
A bajnokságban a Real Valladolid ellen 2–1-es vereséget szenvedtek, mely során Villa részleges szalagszakadást szenvedett a bal térdében, ennek eredményeként a következő 15 napban kihagyta a Numancia, a Recreativo de Huelva, illetve a Racing de Santander elleni találkozókat. Április 12-én nevelőegyesülete, a Sporting Gijón otthonában mérkőzött meg a Valencia az El Molinónban. A támadó elismerte, hogy a mérkőzés nagyon érzelmes számára, a 3–2-re megnyert összecsapáson végül ígéretét betartva nem ünnepelte találatát. A Villarreal elleni gólja a 26. volt a szezonban, majd az utolsó meccsnapon újabb kettőt lőtt az Athletic Bilbao ellen, ezzel 28 góllal zárva az idényt, mellyel megdöntötte az argentin Mario Kempes, valamint a szintén ugyannyi gólt jegyző Predrag Mijatović rekordját. Kempes 34 meccsen 28 gólt ért el, míg Mijatovićnak ezt 40 találkozó alatt sikerült, így Villa végül azért döntött csúcsot, mert 33 mérkőzésen érte el a 28 gólt, meccsenként 0,84-es gólátlagot produkálva. Villa továbbá a Valencia gólkirálya is lett az idényben.
A szezon végeztével a negyedik évét töltötte a Valenciánál és csak a Barcelonában játszó Samuel Eto'o szerzett nála több gólt ebben az időszakban, mindössze hattal. A brit rovatvezető, Sid Lowe azonban rámutatott arra, hogy Eto'o ezt egy olyan csapatban érte el, amely 129 góllal többet jegyzett, mint Villa klubja, továbbá hozzátette, hogy nagyrészt a valenciai csatár végezte el a szögleteket és a szabadrúgásokat is – és bármennyire jó egy játékos, a saját beadásait nem tudja befejelni.

#### 2009–2010-es szezon
A konföderációs kupából való kiesés után a válogatottal július 27-én tért vissza klubjához, a média pedig olyan csapatokkal hozta szóba, mint a Real Madrid, a Barcelona, a Liverpool, a Chelsea és a Manchester United. A támadó nem adott igazat ezen spekulációknak, ugyanis bejelentette, hogy a Mestallában szeretne maradni, hogy kitöltse szerződését, majd megerősítette: „Nem tudtam az egész nyarat azzal tölteni, hogy cáfoljam a dolgokat, ezért akartam csendben maradni. Azt mondták, el kell hagyjam a Valenciát, nem sokkal ezután minden megváltozott, és attól a pillanattól kezdve soha nem láttam magam a csapatban. Az Európa-bajnokság előtt a klub közölte, hogy milyen árat kérnek értem, ekkor azt hittem, eladnak, ám a vakációm során Vicente Soriano azt mondta, nem akarja, hogy elhagyjam a gárdát. Ezzel minden kétséget eloszlatott bennem. Nincs bennem csalódás, mert mindent amit elértem, a Valenciának és a válogatottnak köszönhetem.” Amikor arról kérdezték, hogy bocsánatot kell-e kérnie a szurkolóktól, így válaszolt: „Nem öltem meg senkit, így nem hiszem, hogy bocsánatot kell kérnem."
2009. szeptember 20-án kétszer is eredményes volt korábbi klubja, a Sporting Gijón elleni 2–2-es döntetlen során, ahol ő volt a csapatkapitány. A mérkőzést követően utalást tett arra, hogy elégedetlen volt Unai Emery vezetőedző döntéseivel, és kijelentette: „A második félidei megközelítése nem volt megfelelő. Megnyugodtunk, és ugyanazt az eredményt játszottuk, mint tavaly. Ami megtörtént, az megtörtént, az ellenfél kapusa jó volt, ellentétben a mi hozzáállásunkkal, ami nem volt jó.” Egy nappal később azonban tagadta, hogy kritikus lenne Emeryvel szemben, mondván: „Amikor a hozzáállásról beszéltem, az egész csapatra gondoltam, a pillanat hevében bosszús voltam, amiért elvesztettünk két pontot, és kimondtam, amit gondolok, de mindent tisztáztam, amit kellett.”
Október 18-án jelölték az Aranylabdára, míg két héttel később, október 30-án a FIFA év játékosa díjra is.

### Barcelona

#### 2010–2011-es szezon

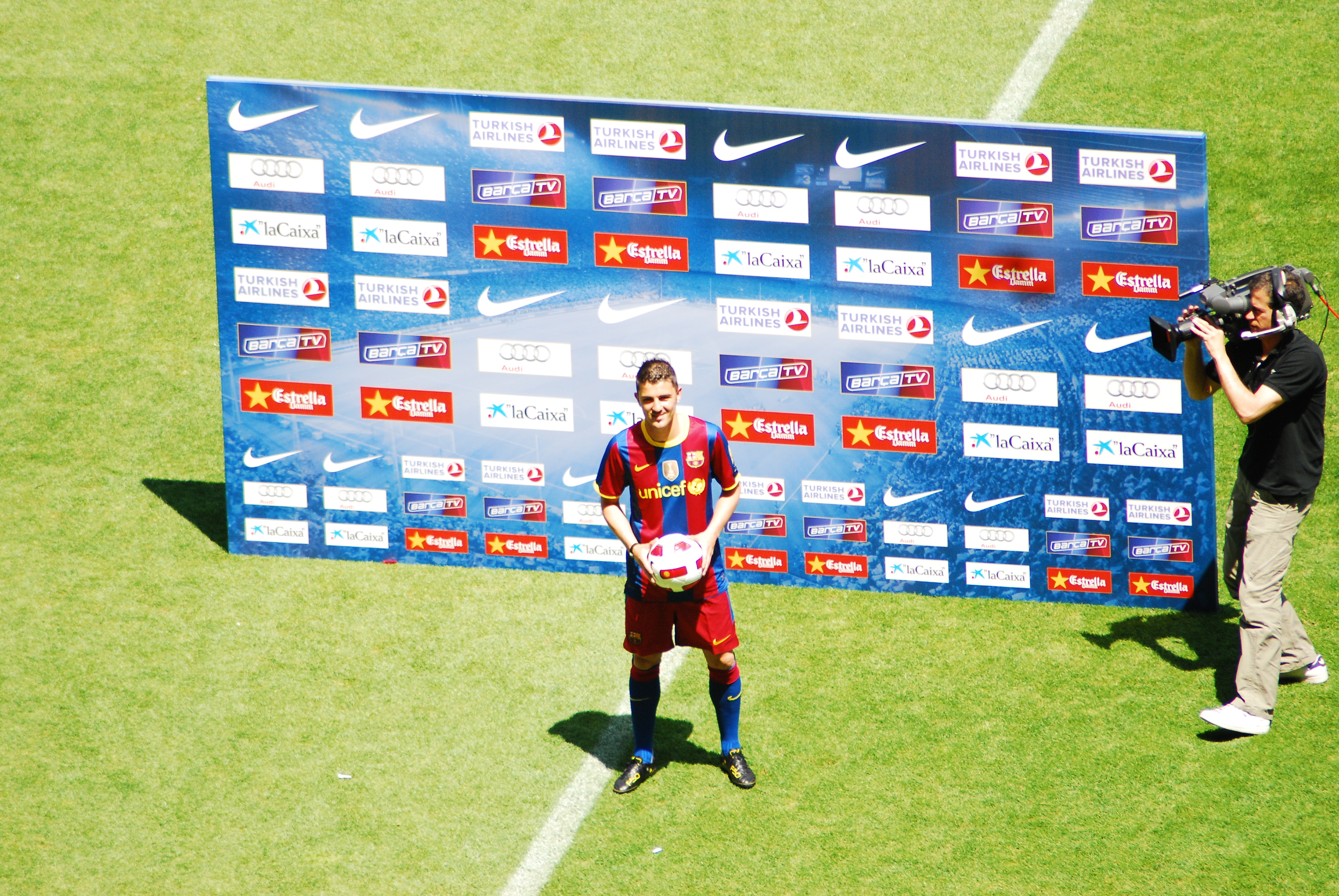
Villa bemutatása során a Barcelonában

2010. május 19-én a Barcelona megállapodott a Valenciával Villa szerződtetéséről 40 millió eurós átigazolási díj ellenében. A csatár négy évre szóló szerződést írt alá, szezononként 7 millió eurót keresve, ezzel példaképei, Luis Enrique és Quini nyomdokaiba lépett, akik szintén a Sporting Gijónban kezdték pályafutásukat, majd a Barcelona játékosaivá váltak. 2010. május 21-én több mint 35 000 szurkoló gyűlt össze, hogy megnézze bemutatását a Camp Nou-ban, ő pedig a 2010–2011-es idény mezét prezentálta feléjük. Kedvenc mezszámát, a 7-est kapta meg, melyet korábban Eiður Guðjohnsen viselt, aki 2009-ben távozott a csapattól. Először a spanyol szuperkupa visszavágóján lépett pályára új klubjában, a második félidő kezdetén állt be a szintén spanyol válogatott Pedro cseréjeként. Máris megszerezte első trófeáját, mivel a katalánok első alkalommal 4–0-ra nyertek, majd másodjára 5–3-ra, Lionel Messi mesterhármasának köszönhetően. Első gólját a Joan Gamper-trófea során szerezte a Milan ellen; a Barcelona 3–1-re nyert büntetőkkel, miután a rendes játékidőben 1–1-es eredmény született.

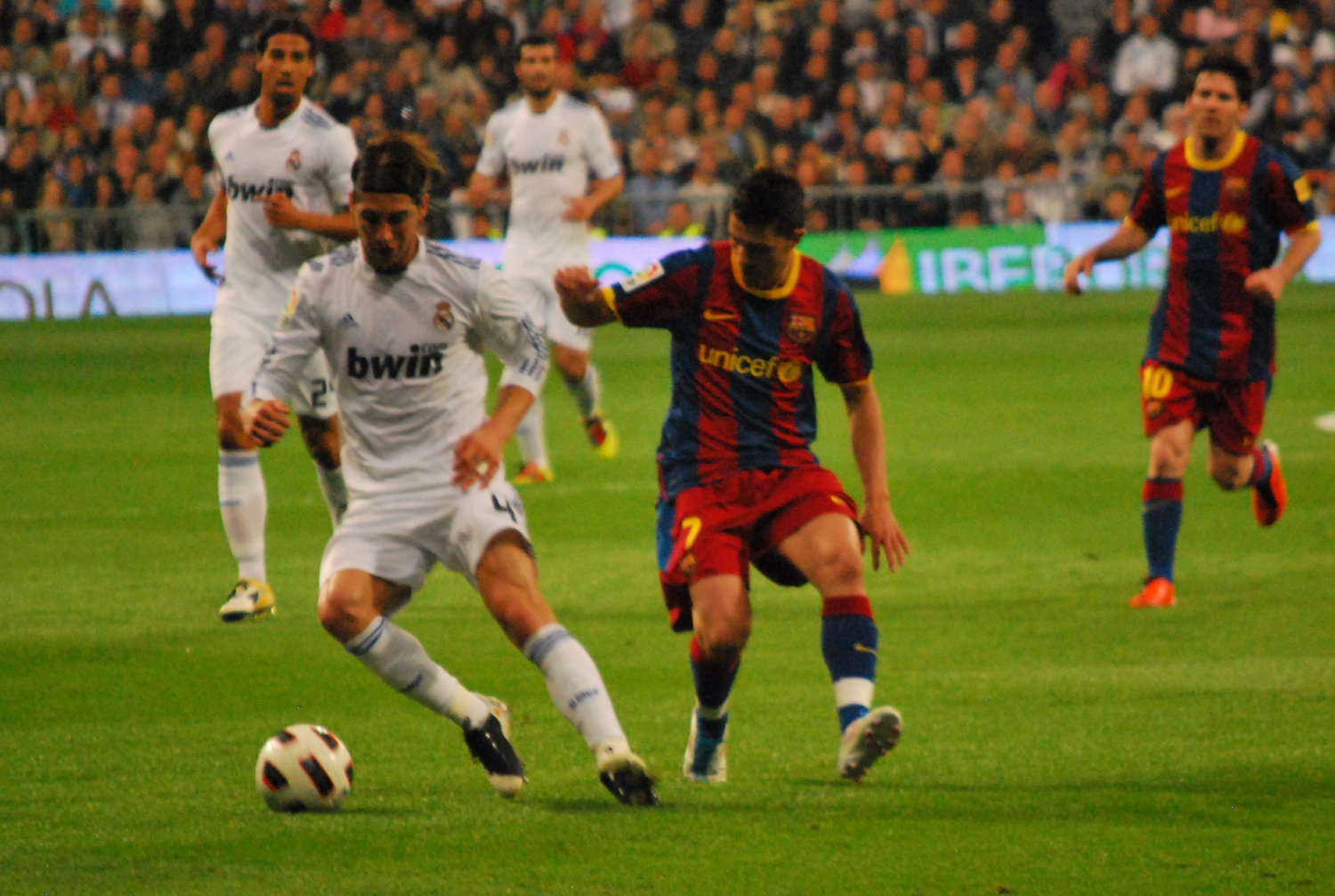
Villa Sergio Ramosszal harcol a labdáért a Real Madrid ellen

2010. augusztus 29-én debütált a La Ligában a Racing de Santander ellen, ahol a harmadik találat fűződött a nevéhez, hozzájárulva ezzel a 3–0-s sikerhez. Ezt követően szintén egy góllal vette ki a részét a Real Sociedad 5–0-s kiütésében. 2011. május 28-án a harmadik gólt jegyezte – melyet 25 méterről csavart a kapuba – a Manchester United ellen a 2011-es Bajnokok Ligája-döntőben, az eredmény 3–1 lett csapata javára.

#### 2011–2012-es szezon

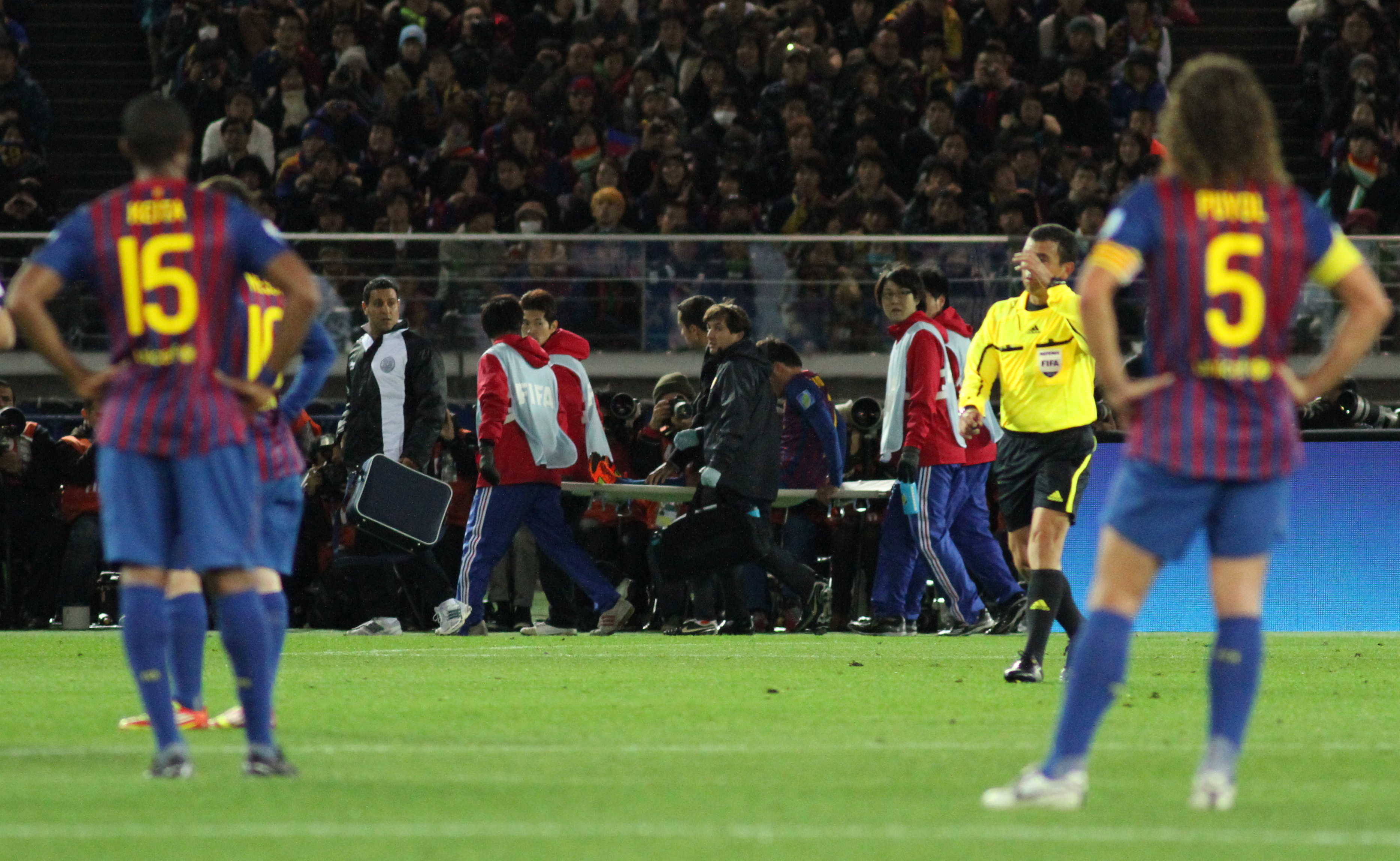
Villa szezonja véget ért, miután hordágyon vitték el sípcsonttörését követően a 2011-es klubvilágbajnokságon.

Az idényt a mexikói Guadalajara és América elleni felkészülési mérkőzéseken szerzett gólokkal kezdte. A klubvilágbajnokság során az Asz-Szadd ellen Jokohamában eltört a sípcsontja, az orvosok féléves kihagyást jósoltak számára.

#### 2012–2013-as szezon
2012. augusztus 19-én játszotta első bajnoki mérkőzését 2011 decembere után, és hét perc után volt eredményes a Real Sociedad elleni 5–1-es győztes meccsen. November 28-án két gól fűződött a nevéhez a Deportivo Alavés ellen, ami pályafutása 300. találatát is jelentette.
A Bajnokok Ligája nyolcaddöntő második találkozóján a harmadik gólt jegyezte az AC Milan elleni 4–0-ra megnyert meccsen, mellyel megdöntötte csapata két gólos hátrányát az első fordulóban. A következő körben Pedrónak gólpasszt adott a Paris Saint-Germain ellen, így bejutottak az elődöntőbe, de ott 7–0-ra maradtak alul a Bayern München ellen. Villa úgy zárta a szezont, hogy a legtöbbször csereként lépett pályára korábbi sérüléséből adódóan. Ennek ellenére 36 meccsen 16 gól fűződött a nevéhez, miközben teljesítményének köszönhetően bekerült a válogatott 2013-as konföderációs kupa keretébe.

### Atlético Madrid

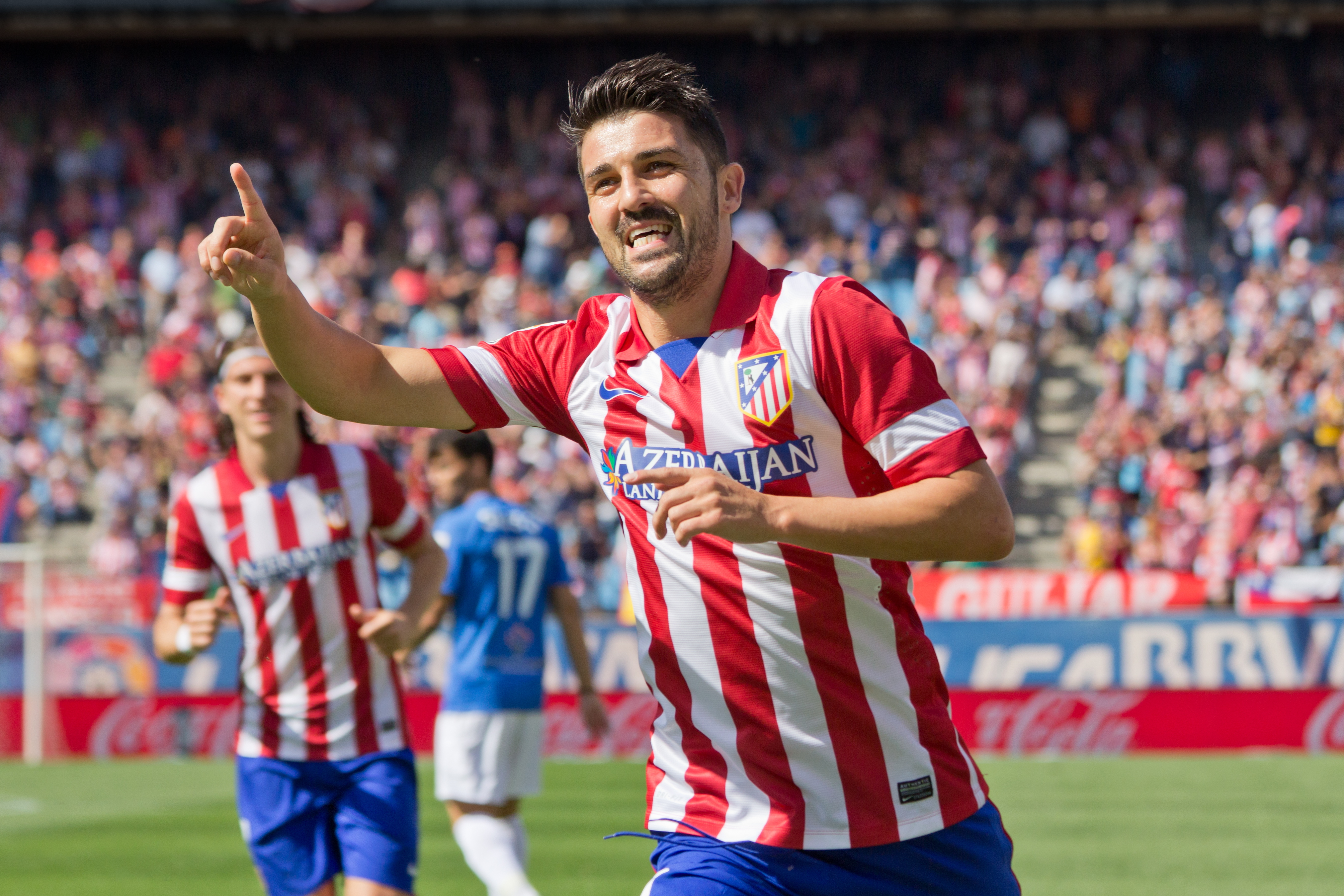
Villa az Atlético Madridban 2013-ban

2013. június 8-án a Barcelona bejelentette, hogy megállapodott átigazolásáról az Atlético Madriddal 5,1 millió eurós vételárért cserébe.
Első gólját szeptember 1-jén szerezte az idényben, és Kokénak egy gólpasszt is kiosztott, így 2–1-es győzelmet arattak a Real Sociedad ellen. Október 27-én első győzelmét jegyezte a csapattal a Vicente Calderón Stadionban, miután 5–0-ra győzték le a Real Betist. A szezon során gól fűződött a nevéhez november 23-án a Getafe elleni 7–0-s diadal során, valamint 2014. március 8-án 90 másodperc alatt volt eredményes a Celta de Vigo elleni 2–0-s idegenbeli siker alkalmával. Egyetlen idényében a Matracosoknál 36 meccsen 13 bajnoki gólt jegyzett, ezzel hozzájárult a gárda első bajnoki címéhez 1996 után, továbbá pályán volt a Bajnokok Ligája-döntőjében is, melyet elvesztettek a Real Madrid ellen.

### New York City
2014. június 1-jén bejelentette, hogy elhagyja az Atléticót, mivel egy „ellenállhatatlan projekthez" csatlakozik.

#### Melbourne City (kölcsönben)
A New York Cityhez való csatlakozását követően hivatalossá vált, hogy az ausztrál első osztályú Melbourne City klubjához szerződött. Vendégjátékosként a 2014–2015-ös szezonban akár tíz alkalommal is lehetősége adódott pályára lépnie Melbourne-ben, kihasználva az A-League és az MLS menetrendjét, ez által megőrizte edzettségét a New York Cityben való debütálása előtt. Miután alig több mint egy héttel csatlakozott a szezon előtti felkészüléshez a melbourne-i gárdához, az idény első, Sidney elleni meccsén a 48. percben lépett pályára, majd negyed óra múlva gól fűződött a nevéhez. 2014. október 19-én a második meccsén a 87. percben egyenlített ki a Newcastle Jets ellen, így a találkozó 1–1-es döntetlennel zárult.
Szerződése hiába tíz találkozóra szólt, négy összecsapást követően – melyek közül egyet sem nyert meg klubja – visszahívta a New York City; utolsó mérkőzését az Adelaide United elleni 2–1-es hazai vereség során játszotta. Becslések szerint jelenléte megtriplázta a klub látogatottságát, John van ’t Schip vezetőedző pedig neki tulajdonította, hogy a csapat hírnevet szerzett magának.

#### Visszatérése a New York Cityhez

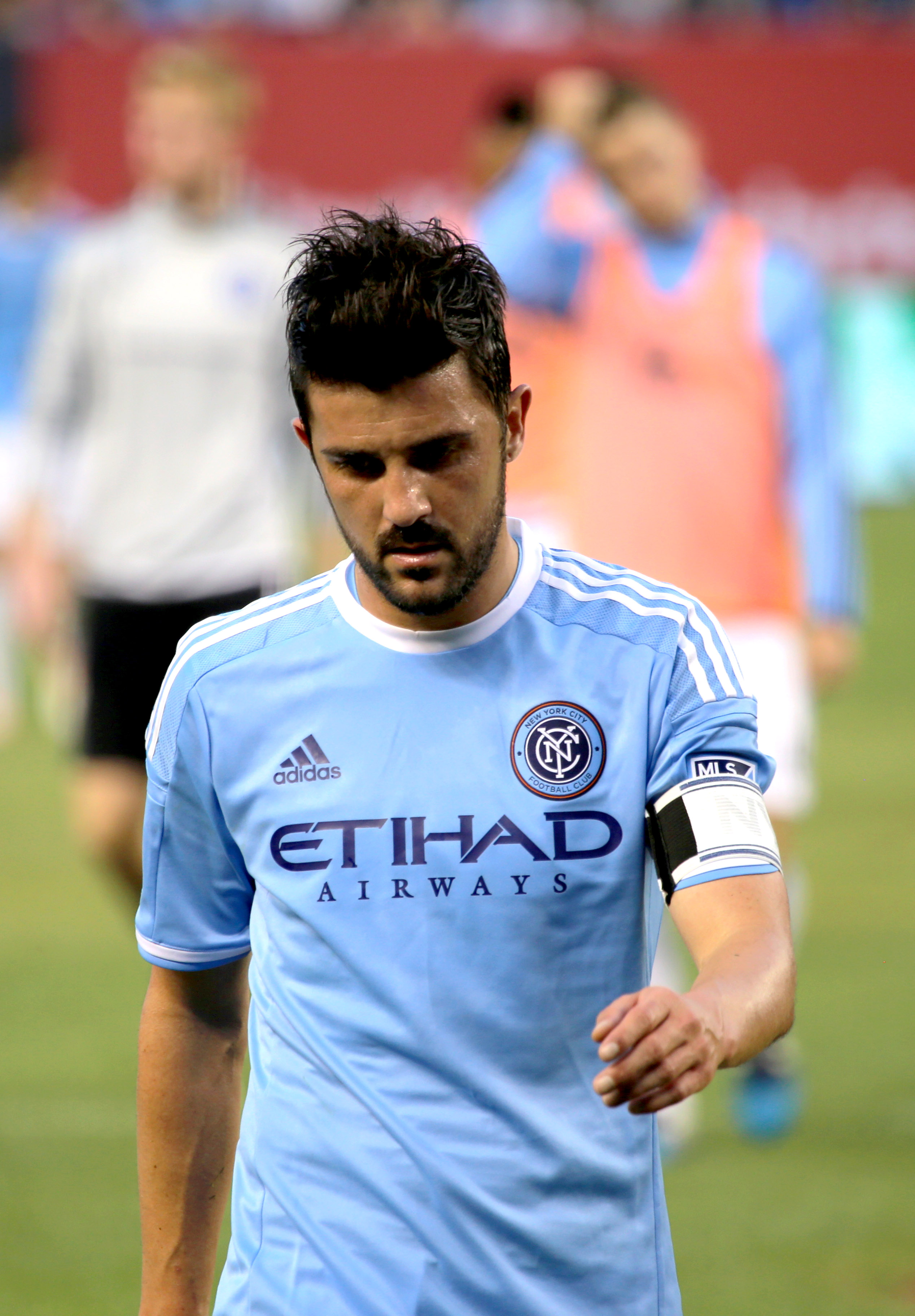
Villa a New York City játékosaként 2015 májusában

2015. február 10-én szerezte a csapat fennállásának első gólját a skót St. Mirren ellen. Július 12-én kétszer is betalált a Toronto elleni hazai 4–4-es döntetlen során, annak ellenére, hogy az első félidőben kihagyott egy büntetőt. Július 29-én a Colorado állambeli Commerce Cityben, a Dick's Sporting Goods Parkban megrendezett 2015-ös MLS All Star Game eseményre meghívást kapott, mint játékos; a mindent eldöntő találatát Kaká gólpasszából jegyezte, ezzel 2–1-es győzelmet arattak a Tottenham Hotspur ellen. A 2015-ös MLS-alapszakaszban szerzett 18 gólja nem volt elegendő ahhoz, hogy a gárda bejusson az MLS-kupa rájátszásába.
2016 júliusában bekerült a 2016-os MLS All Star Game névsorába. Megnyerte a liga legjobb játékosának járó elismerést, a Landon Donovan díjat. Augusztus 6-án első mesterhármasát szerezte, miután a Yankee Stadionban 3–2-re verték meg a New York Red Bullst, ezzel 17 gólig jutott az évadban, megelőzve a Chicago Fire támadóját, Nikolics Nemanját. Az alapszakaszban a góllövőlista második helyén végzett, két találattal lemaradva Nikolicstól.
2018. április 29-én kétszer is betalált a Dallas elleni 3–1-es siker alkalmával, mindez a 400. és a 401. gólját jelentette, így azon kevés labdarúgók egyike lett, akik pályafutásuk során több mint 400 találatot szereztek.

### Vissel Kobe
2018. december 1-jén szerződést kötött a japán első osztályú Vissel Kobe csapatával a 2019-es szezonra. Csapattársa lett Andrés Iniesta, akivel korábban a Barcelonát erősítették. Március 2-án megszerezte első gólját a Szagan Toszu elleni 1–0-s győzelem során. 2019. november 13-án bejelentette, hogy befejezi 19 évig tartó pályafutását, így a szezon végeztével visszavonul. December 7-én, az idény utolsó mérkőzésén jegyezte utolsó gólját tizenegyesből a Júbilo Iwata ellen, mely során 4–1-re nyertek. 2020. január 1-jén a 92. percben csereként állt be a Császárok kupája-döntőjében, a Kasima Antlers ellen győzelmet arattak, így aranyérmet szerzett a támadó.

### Klubtulajdonosként
2019. november 13-án bejelentette, hogy visszavonulása után az UFL Championshipben szereplő Queensboro FC csapatába fektet be, mint tulajdonos, melynek székhelye a New York-i Queensben, az Amerikai Egyesült Államokban található. A klub 2022-től szerepel a bajnokságban.

### Technikai bizottsági tagként
2021. május 6-án az Indiai Szuperligában szereplő klub, az Odisha FC a 2021–2022-es idény előtt a Globális Futballműveletek vezetőjévé, valamint korábbi vezetőedzőivel, Josep Gomabuval és Victor Onatéval együtt a technikai bizottság tagjának választotta. Feladatuk többek között az edzői stáb tanácsokkal való ellátása, az indiai és az utánpótlás játékosok fejlesztése, valamint a pályán végzett tevékenységek általános támogatása. „Megpróbálom átadni a tapasztalataimat. Nyilvánvalóan nem Indiában játszottam, de 20 évig futballoztam profiként, előtte pedig akadémián. Minden olyan projektben, amelyben részt veszünk, igyekszem a labdarúgásban szerzett minden tapasztalatomat átadni.” – jelentette ki a klubhoz való csatlakozását követően.

### A válogatottban

#### 2006-os világbajnokság
2005. november 16-án első gólját jegyezte a profik között a 2006-os világbajnokság selejtezőmérkőzésén, Szlovákia ellen.
Egy sikeres valenciai szezonjának köszönhetően meghívót kapott a 23 fős keretbe, hogy képviselje a válogatottat a 2006-os világbajnokságon. Első mérkőzésén, az Ukrajna elleni 4–0-ra megnyert találkozón eredményes volt, a nyolcaddöntőben viszont hiába szerzett gólt, Franciaország ellen 3–1-re maradtak alul. Fernando Torresszel együtt a spanyolok legjobb góllövőjeként végzett a tornán három találattal.

#### 2008-as Európa-bajnokság
A 2006-os év végére Luis Aragonés terveinek szerves részévé vált, így kiszorította Raúlt a csapatból. A 2008-as Európa-bajnoki selejtező során hat gól fűződött a nevéhez. Az Európa-bajnokságon az Oroszország elleni 4–1-re megnyert találkozón mesterhármast ért el, ezzel a 2000-es torna óta, Patrick Kluivert után ő lett az első, akinek ez sikerült ezen a nemzetközi versenyen, összesítésben pedig a hetedik helyre került ebben a rangsorban. A harmadik találata után mindent megtett, hogy a kispadon ülő Fernando Torresszel ünnepeljen: „Épp mesterhármast szereztem, és tudtam, hogy az emberek rólam fognak beszélni, de azt akartam, hogy lássák, hasznot húztam Torres munkájából, ahogyan néha ő is profitál az enyémből." A negyeddöntőben a spanyolok tizenegyesekkel 4–2-re verték meg Olaszországot, mely során Villa belőtte az első büntetőt. Annak ellenére, hogy az elődöntő és a dőntő nagy részén nem lépett pályára, a négy meccsen szerzett négy gólja elég volt ahhoz, hogy a torna gólkirálya legyen. Az Európa-bajnokság álomcsapatába is bekerült, ahol ékpárja csapattársa, Fernando Torres lett.

#### 2009-es konföderációs kupa
A Chile elleni barátságos mérkőzésen szerzett találatával 12 góllal zárta az évet, megdöntve ezzel Raúl 1999 óta fennálló 10 találatos rekordját. A 2009-es évet az Anglia elleni 2–0-s siker során szerzett újabb góllal kezdte, így ő lett az első spanyol játékos, aki hat egymást követő meccsen volt eredményes Telmo Zarra és Kubala László után. A gólról így nyilatkozott: „Nagyon örülök a gólnak. Az az igazság, hogy nagyon szeretném látni a tévében. A rekord nagyon szép. Évek óta nem gondoltam volna, hogy meg tudom dönteni. Nagyon büszke vagyok, és remélem, hogy folytathatom a rekordok megdöntését.”

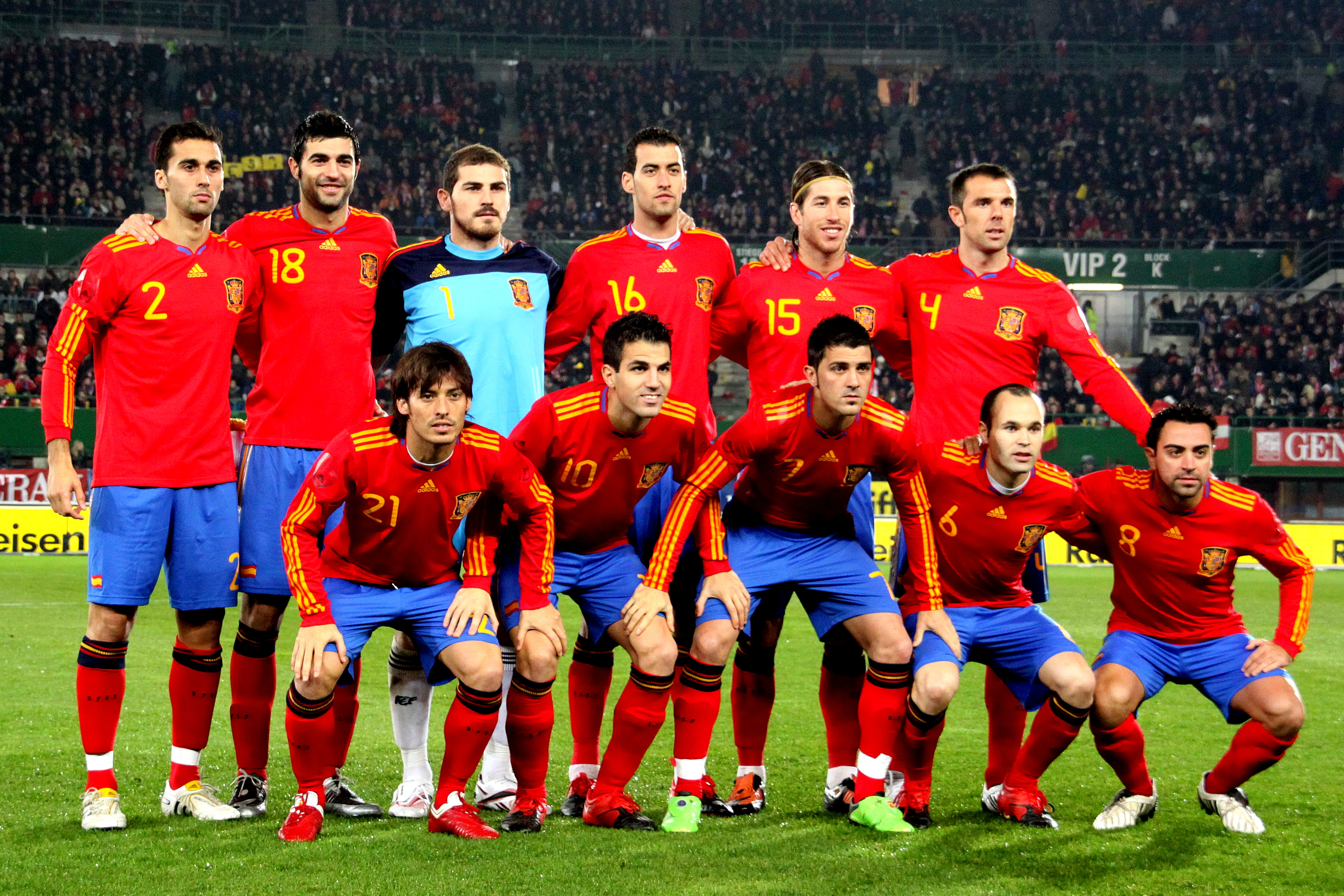
Villa (hetesben) a spanyol válogatottban az Ausztria elleni mérkőzés előtt

2009. június 1-jén Vicente del Bosque nevezte a konföderációs kupa 23 fős keretébe. A tornát szintén góllal kezdte, az utolsó gól az ő nevéhez fűződött az Új-Zéland elleni 5–0-ra megnyert meccsen. A következő találkozón, Irak ellen a mindent eldöntő találatot szerezte. Dél-Afrika ellen kihagyott egy büntetőt, de egy percen belül eredményes volt, ezzel megdöntötte a legtöbb egymást követő győzelem és a legtöbb egymást követő veretlen meccs rekordját is, melyet Pablo Hernandéztől vett át. Ez volt a nemzetközi kiírás során az utolsó találata, és ez elég volt ahhoz, hogy elnyerje a bronzcipőt, illetve bekerüljön a torna csapatába.
A Macedónia elleni barátságos mérkőzésen az 50. válogatottságát ünnepelte, ekkor Spanyolország 3–2-re győzött.

#### 2010-es világbajnokság
Villa hat válogatott meccsel zárta az évet, az utolsó az Ernst Happel Stadionban zajló Ausztria elleni találkozó volt, ahol az előző esztendőben magasba emelhette az Európa-bajnoki trófeát. Két góljával megdöntötte a tavalyi rekordját, mely egy naptári évben a legtöbb szerzett spanyol gólt jelentette.
2010-ben első lett az IFFHS által összeállított A világ legjobb gólkirálya nemzetközi szinten 2010-ben listán, majd Vicente del Bosque beválasztotta a 2010-es világbajnokság 23 fős keretébe. A Lengyelország elleni 6–0-s kiütés során kezdte a gólgyártást a nemzetközi tornán, ezzel a lengyelek 50 év után szenvedték el legnagyobb vereségüket. A Honduras elleni találkozó folyamán arcon csapta Emilio Izaguirre-t, miután a hondurasi játékos rátaposott. Villa megjegyezte, a pillanat hevében nem volt büszke tettére, ugyanakkor az eltiltást megúszta. A Chile ellen jegyzett gólja a hatodik volt, ami a világbajnokságokat illeti, ezzel megelőzte Emilio Butragueñót, Fernando Hierrót, Fernando Morientest és Raúlt, akiknek ilyen téren öt gól fűződött a nevükhöz.

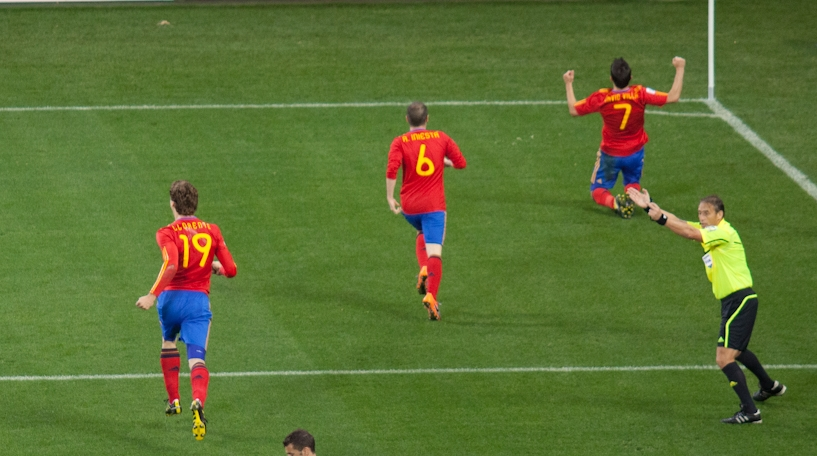
Villa gólját ünnepli Portugália ellen csapattársaival, Fernando Llorentével és Andrés Iniestával

A Hollandia elleni fináléban a kezdőcsapatban kapott helyet, ahol közelről lehetősége adódott gólt lőni, ugyanakkor John Heitinga sikerrel blokkolta lövését; a rendes játékidőben öt lövést ért el, de egyik sem okozott gondot az ellenfél kapusának. A 106. percben helyére Torres érkezett, Iniesta 116. percben szerzett góljával pedig Spanyolország 1–0-s győzelmével elhódtotta a világbajnoki serleget. Villa, aki a spanyolok nyolc góljából ötöt szerzett, valamint góljaival és egy gólpasszával hozzájárult a nemzeti tizenegy 75%-os gólarányához, ami a győztes mérkőzéseket illeti, megkapta az ezüstcipőt; ugyanannyi találat fűződött a nevéhez, mint a gólkirály Thomas Müllernek, viszont kevesebb gólpassz. Bekerült továbbá a torna álomcsapatába is.

#### A 2012-es Európa-bajnokság selejtezője és kimaradása a 2012-es Európa-bajnokságról
A 2012-es Európa-bajnokság selejtezőjének első mérkőzését a spanyolok 2010. szeptember 13-án, Liechtenstein ellen vívták, mely során Villa a találkozó második gólját szerezte, amely végül 4–0-s spanyol győzelemmel ért véget. Ezt követően úgy vélték, beérte Raúl rekordszámú 44 gólját, azonban számos vita után a FIFA úgy döntött, hogy a Lengyelország elleni 6–0-ra megnyert összecsapáson jegyzett gólja Dariusz Dudka öngóljának minősül, így találatainak száma maradt 43. 2010. október 12-én ugyanakkor megdöntötte a rekordot, büntetőből volt eredményes a Hampden Parkban a Skócia elleni 3–2-es siker során.
A rekordjával kapcsolatban kijelentette: „A góljaimat minden csapattársamnak, edzőmnek, és aki partner volt ebben, illetve a barátaimnak szentelem, akik végigkísérték a pályafutásomat. De régen megígértem José barátomnak, hogy az a gól, mellyel beértem Raúlt, az az övé lenne.”
A 2012-es Európa-bajnoki selejtező utolsó meccsén, a Skócia elleni 3–1-es siker alkalmával először viselte a csapatkapitányi karszalagot a válogatottban. Az I csoport gólkirályaként fejezte be a kiírást, azonban miután 2011 decemberében eltört a sípcsontja, kimaradt a 2012-es Európa-bajnokság szűkített keretéből is, továbbá Vicente del Bosquével is közölte, hogy nem lesz képes játszani a tornán. A Twitteren a következőket írta: „Megpróbáltam, de nem tudok 100%-os állapotban játszani az Európa-bajnokságon. Felhívtam Del Bosquét, így őszinte a dolog.”
A tréner még abban reménykedett, hogy a támadó helyet kaphat a keretben, ám megígérte számára, hogy a lehető leghosszabb ideig hagyja pihenni őt, mivel így tud visszatérni a teljesen egészséges állapotába.

#### A 2013-as konföderációs kupa és a 2014-es világbajnokság

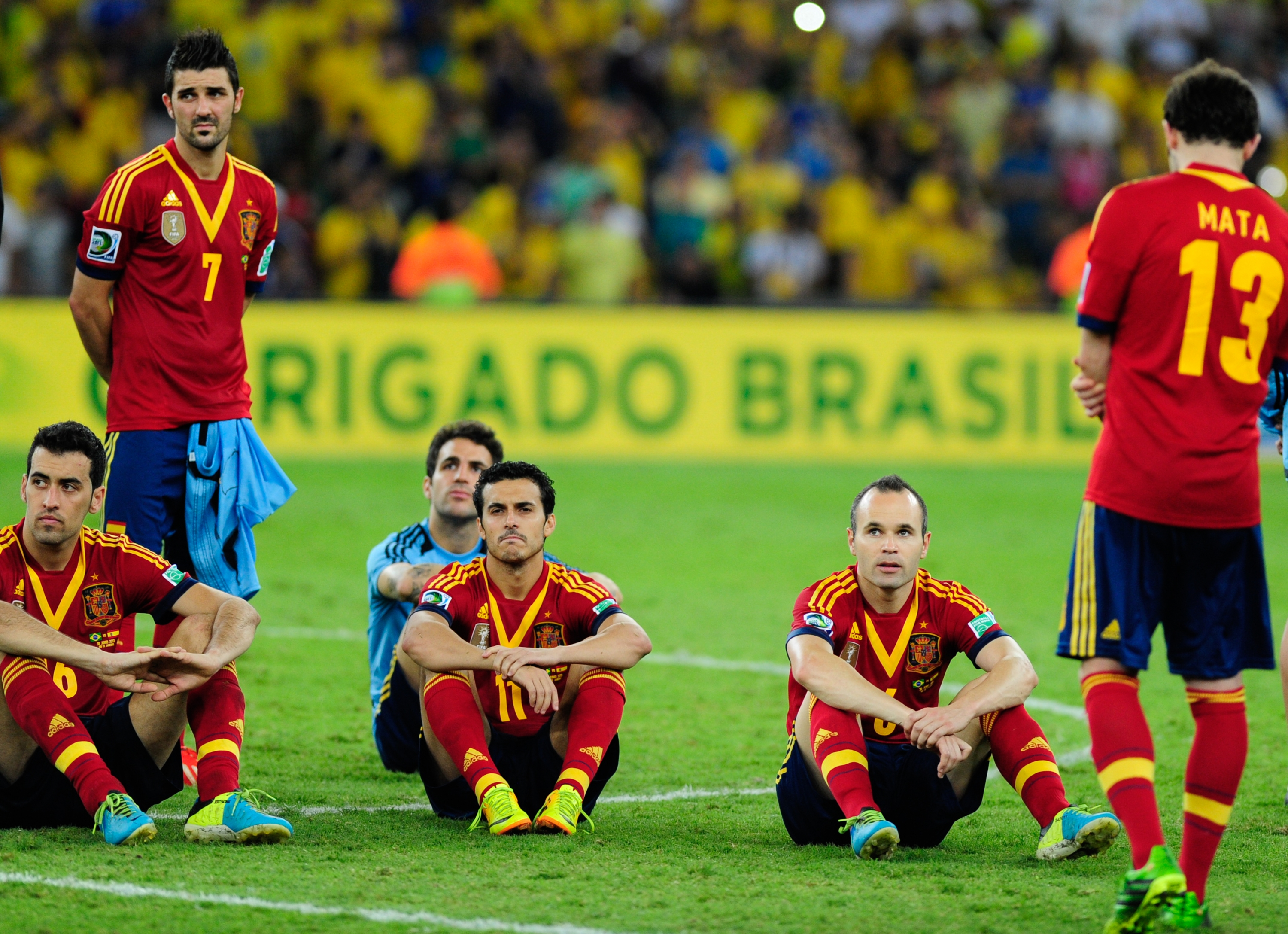
Villa és csapattársai a válogatottban, miután a 2013-as konföderációs kupa döntőjében vereséget szenvedtek Brazíliától

Miután Spanyolország megnyerte a 2012-es Európa-bajnokságot, Villa felépült, és ezt követően ismét meghívót kapott a válogatottba. A Szaúd-Arábia elleni barátságos meccsen tért vissza az 53. percben, alig tíz perccel később pedig már gól fűződött a nevéhez.
2013. június 3-án Vicente del Bosque a konföderációs kupa 23 fős keretébe nevezte.
A 2014-es világbajnokságra készülő keretbe is bekerült. A spanyolok kiesése két találkozót követően véglegessé vált, az utolsó csoportmeccsen Villa pedig a kezdőcsapat tagja volt Ausztrália ellen. Összességében az 59. találatát szerezte a válogatott mezében, a világbajnokságokat tekintve pedig így kilenc gól volt a neve mellett, mivel az ausztrálok ellen feliratkozott az eredményjelzőre.
2015 decemberében felvetette, hogy fontolgatja visszavonulását a nemzeti tizenegytől.

#### 2018-as világbajnoki selejtező
2017. augusztus 25-én bekerült az Olaszország és Liechtenstein elleni 2018-as világbajnoki selejtezőmérkőzésekre készülő keretbe három évvel azt követően, hogy visszavonult a nemzetközi labdarúgástól.

#### Raúl utódjaként, mint a spanyolok hetese

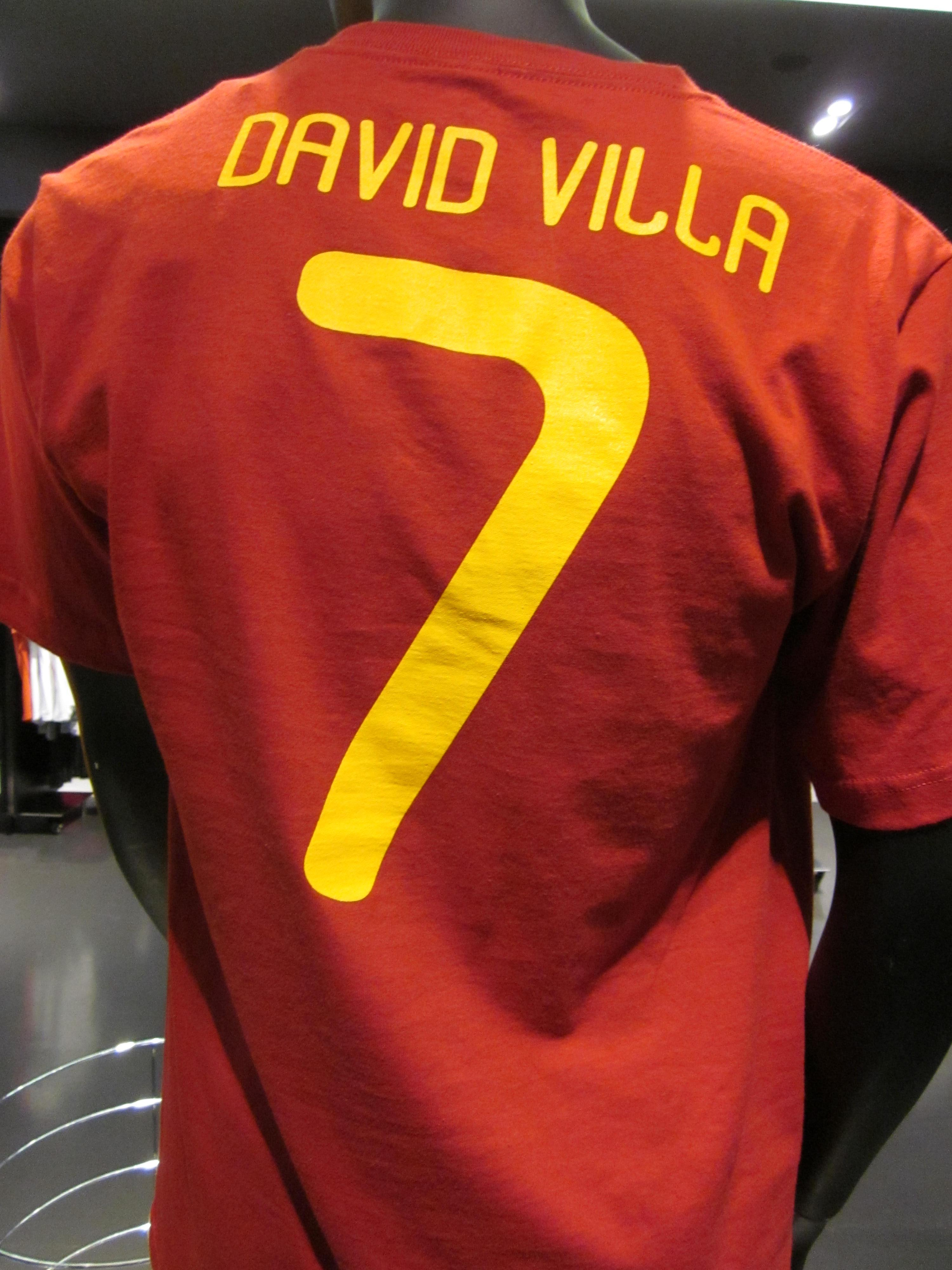
Villa Raúlt követte a spanyolok heteseként

A spanyol média gyakran hasonlította össze Raúllal, egészen addig a pontig, amikor azzal vádolták, hogy a Real Madrid akkori játékosát megfosztotta a hetes mezétől. 2009 márciusában Villa erről így nyilatkozott: „Senkitől nem vettem el semmit, egyszerűen jól játszottam a klubomban, és a szövetségi kapitány lehetőséget adott. Túl sokat beszéltek a számkérdésről. Nem akarok vitát. Valójában Raúl és én a múltban együtt voltunk a válogatottban, tehát nem szorítottam ki senkit.” Arra a kérdésre, hogy a Raúl mulasztása miatti felháborodás személyesen érintette őt, így válaszolt: „Soha nem szerettem, mert azt gondolom, hogy ez mindkettőnknek ártott. Mindig jól kijöttünk egymással, amikor itt volt. Találkoztunk nemzetközi meccseken, szóval nem aggódom, csupán keményen dolgozom a magam érdekében. Azt akarom, hogy minden meccsen a keretben legyek, ez által pedig a mellemen viseljem a spanyol címert, és annyi gólt szerezzek, amennyit csak tudok.”
2010 februárjában Bernd Schustert megkérdezték, Raúl nem támogatja-e, hogy Villa a Real Madridhoz szerződjön, mire ő így felelt: „Köhögtem, ami miatt sokan azt hitték, hogy a pletyka valóra válik.” Villa határozottan nevetségesnek tartotta ezt az ötletet, majd megjegyezte: „Lehetetlen, hogy egy olyan játékos, akinek olyan klasszisa van a pályán és azon kívül is, mint Raúl, rosszat mondana rólam. Mindig is jó kapcsolatom volt vele, annak ellenére, hogy válogatott szinten alig találkoztunk.” A spanyol válogatott gólrekordereként Villa a következőket mondta róla: „Nekem 25 gólom van, ő pedig 44 gólt szerzett, és még mindig játszik. Örülnék, ha el tudnám érni ezt a számot, mivel segítenék a nemzeti csapatnak nagyszerű győzelmeket elérni, és sok év múlva láthatnám a nevemet a listán, mely által így egy másik srác próbál legyőzni. Ez nagyszerű lenne.”

## Játékstílusa
Mint kiváló góllövő, a szakértők generációja egyik legjobb támadójának, valamint minden idők egyik legjobb spanyol csatáraként tartják számon. Opportunista, sokoldalú játékos, jobb lábas, de mindkét lábával képes pontosan és erőteljesen célozni mind a tizenhatoson kívülről és belülről, köszönhetően a megfelelő magasságának és fizikai erőnlétének. Kiválóan végzi el a büntetőrúgásokat is. Gyors, agilis és mozgékony csapatjátékosnak számított kiváló technikával és cselezési képességekkel, aki tempójáról és intelligens támadómozgásáról is ismert volt, valamint arról, hogy teret tudott teremteni csapattársainak, vagy ő maga rohamozta le az ellenfél védőit. Látásmódja és passzkészsége lehetővé tette, hogy mélyebbről indulva összekösse a játékot a középpályával, helyzeteket teremtsen és gólpasszokat osszon ki csapattársainak, ennek köszönhetően pedig hátravont ékként vagy támadó középpályásként is bevetették. Pályafutása során gyakran játszott szélsőt a középcsatári poszt mellett.

## Magánélet

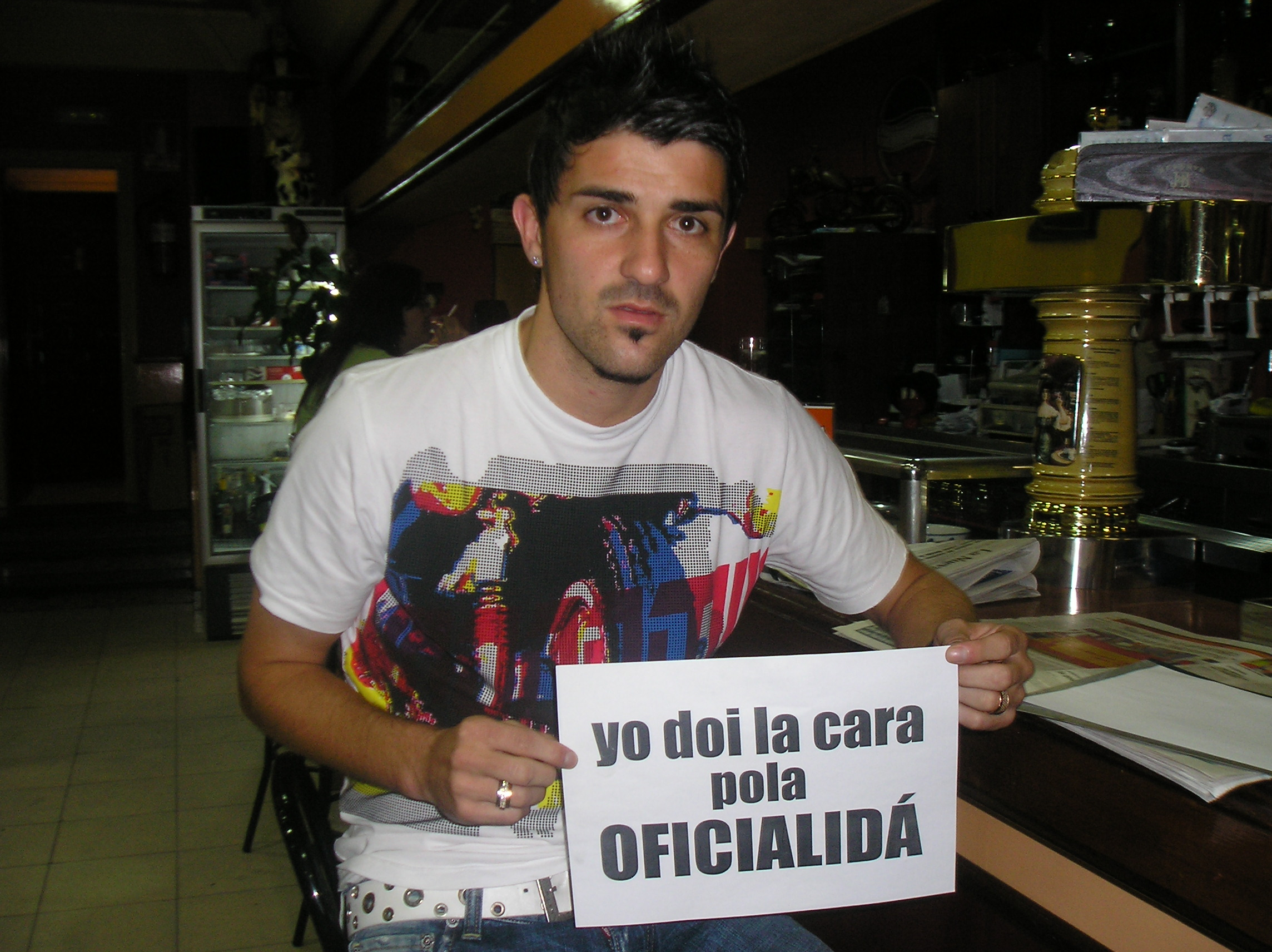
Villa 2009-ben támogatást ígért az asztúriai nyelv hivatalos elismerésére

2003-ban feleségül vette gyermekkori kedvesét, Patricia Gonzálezt, aki tizenéves korában szintén labdarúgó volt. Három gyermekük van: Zaida, Olaya – őt Fernando Torres feleségéről nevezték el, aki Patricia közeli barátja –, és Luca. Villa az Adidas F50 csukáira gyermekei nevét varratta, valamint az egyikre Spanyolország zászlaját, míg a másikra Asztúria lobogóját. Példaképei a labdarúgásban a szintén asztúriai Luis Enrique és Quini, akik szintén a Sporting de Gijónban és a Barcelonában játszottak.
Gyakran vesz részt jótékonysági rendezvényeken, aktív támogatója az UNICEF jótékonysági szervezet kampányainak. 2008 júliusától minden évben megrendezik a David Villa edzőtábort, ahol a gyerekek profi labdarúgóktól kapnak képzést. Villa is részt vesz az egyik edzésen egy gyerek jelenlétében.
Szerepel az EA Sports által kiadott FIFA videójáték-sorozatban, valamint a FIFA 07 spanyol kiadásának borítóján is.
2010-ben Ana Torroja Grammy-díjra jelölt spanyol énekesnővel együtt énekelt az El Último de la Fila együttes Insurrection című dalában. A felvétel a Voces X1FIN projekt számára készült, ezzel céljuk az volt, hogy segítsenek pénzt gyűjteni egy művészeti és oktatási iskola felépítéséhez Maliban. Villa megjegyezte, hogy a labdarúgók példát jelentenek a társadalom számára, és készen kell állniuk arra, hogy bekapcsolódjanak ezekbe a projektekbe, ahol segíthetnek azoknak, akiknek szükségük van rá.
2020 nyarán szexuális zaklatással vádolták meg, mely a New York Citynél töltött ideje alatt történt. A klub későbbi vizsgálata megállapította, hogy nem megfelelő és elfogadhatatlan viselkedés történt, de Villát név szerint nem említették. Villa hamisnak tartotta az állításokat.

## Pályafutása statisztikái

### Klubcsapatokban
| Klub                        | Szezon               | Liga                 | Liga  | Liga | Kupa  | Kupa | Európa | Európa | Összesen | Összesen |
| Klub                        | Szezon               | Bajnokság            | Mérk. | Gól  | Mérk. | Gól  | Mérk.  | Gól    | Mérk.    | Gól      |
| --------------------------- | -------------------- | -------------------- | ----- | ---- | ----- | ---- | ------ | ------ | -------- | -------- |
| Sporting Gijón B            | 2000–2001            | Segunda División B   | 35    | 13   | —     | —    | —      | —      | 35       | 13       |
| Sporting Gijón B            | 2001–2002            | Segunda División B   | 1     | 1    | —     | —    | —      | —      | 1        | 1        |
| Sporting Gijón B            | Összesen             | Összesen             | 36    | 14   | —     | —    | —      | —      | 36       | 14       |
| Sporting Gijón              | 2000–2001            | Segunda División     | 1     | 0    | —     | —    | —      | —      | 1        | 0        |
| Sporting Gijón              | 2001–2002            | Segunda División     | 40    | 18   | 4     | 2    | —      | —      | 44       | 20       |
| Sporting Gijón              | 2002–2003            | Segunda División     | 39    | 20   | 1     | 1    | —      | —      | 40       | 21       |
| Sporting Gijón              | Összesen             | Összesen             | 80    | 38   | 5     | 3    | —      | —      | 85       | 41       |
| Zaragoza                    | 2003–2004            | La Liga              | 38    | 17   | 8     | 4    | —      | —      | 46       | 21       |
| Zaragoza                    | 2004–2005            | La Liga              | 35    | 15   | 3     | 0    | 10     | 3      | 48       | 18       |
| Zaragoza                    | Összesen             | Összesen             | 73    | 32   | 11    | 4    | 10     | 3      | 94       | 39       |
| Valencia                    | 2005–2006            | La Liga              | 37    | 25   | 4     | 2    | 6      | 1      | 47       | 28       |
| Valencia                    | 2006–2007            | La Liga              | 36    | 15   | 2     | 0    | 11     | 5      | 49       | 20       |
| Valencia                    | 2007–2008            | La Liga              | 28    | 18   | 6     | 1    | 7      | 3      | 41       | 22       |
| Valencia                    | 2008–2009            | La Liga              | 33    | 28   | 5     | 2    | 5      | 1      | 43       | 31       |
| Valencia                    | 2009–2010            | La Liga              | 32    | 21   | 2     | 0    | 11     | 7      | 45       | 28       |
| Valencia                    | Összesen             | Összesen             | 166   | 107  | 19    | 5    | 40     | 17     | 225      | 129      |
| Barcelona                   | 2010–2011            | La Liga              | 34    | 18   | 6     | 1    | 12     | 4      | 52       | 23       |
| Barcelona                   | 2011–2012            | La Liga              | 15    | 5    | 3     | 1    | 6      | 3      | 24       | 9        |
| Barcelona                   | 2012–2013            | La Liga              | 28    | 10   | 5     | 5    | 10     | 1      | 43       | 16       |
| Barcelona                   | Összesen             | Összesen             | 77    | 33   | 14    | 7    | 28     | 8      | 119      | 48       |
| Atlético Madrid             | 2013–2014            | La Liga              | 36    | 13   | 4     | 2    | 7      | 0      | 47       | 15       |
| Melbourne City (kölcsönben) | 2014–2015            | A-League             | 4     | 2    | 0     | 0    | —      | —      | 4        | 2        |
| New York City FC            | 2015                 | MLS                  | 30    | 18   | 0     | 0    | —      | —      | 30       | 18       |
| New York City FC            | 2016                 | MLS                  | 33    | 23   | 2     | 0    | —      | —      | 35       | 23       |
| New York City FC            | 2017                 | MLS                  | 31    | 22   | 3     | 2    | —      | —      | 34       | 24       |
| New York City FC            | 2018                 | MLS                  | 23    | 14   | 4     | 1    | —      | —      | 27       | 15       |
| New York City FC            | Összesen             | Összesen             | 117   | 77   | 9     | 3    | —      | —      | 126      | 80       |
| Vissel Kobe                 | 2019                 | J1 League            | 28    | 13   | 1     | 0    | —      | —      | 29       | 13       |
| Pályafutása összesen        | Pályafutása összesen | Pályafutása összesen | 617   | 329  | 63    | 24   | 85     | 28     | 765      | 381      |

1. ↑  Magába foglalja a spanyol kupát, a spanyol szuperkupát, az amerikai kupát, az amerikai kupa-rájátszást, a japán kupát és a japán ligakupát.
2. ↑  Magába foglalja az Intertotó-kupát, az UEFA-kupát, a Bajnokok Ligáját, az UEFA-szuperkupát, a FIFA-klubvilágbajnokságot, a CONCACAF-bajnokok ligáját és az AFC-bajnokok ligáját.

### A válogatottban
| Nemzet        | Év       | Tétmeccs | Tétmeccs | Barátságos mérkőzés | Barátságos mérkőzés | Összesen | Összesen |
| Nemzet        | Év       | Mérk.    | Gól      | Mérk.               | Gól                 | Mérk.    | Gól      |
| ------------- | -------- | -------- | -------- | ------------------- | ------------------- | -------- | -------- |
| Spanyolország | 2005     | 4        | 1        | –                   | –                   | 4        | 1        |
| Spanyolország | 2006     | 7        | 6        | 7                   | 2                   | 14       | 8        |
| Spanyolország | 2007     | 8        | 3        | 2                   | 0                   | 10       | 3        |
| Spanyolország | 2008     | 8        | 9        | 5                   | 3                   | 14       | 12       |
| Spanyolország | 2009     | 8        | 5        | 5                   | 6                   | 13       | 11       |
| Spanyolország | 2010     | 10       | 7        | 6                   | 2                   | 16       | 9        |
| Spanyolország | 2011     | 5        | 5        | 7                   | 2                   | 12       | 7        |
| Spanyolország | 2012     | 1        | 0        | 2                   | 2                   | 3        | 2        |
| Spanyolország | 2013     | 6        | 3        | 4                   | 0                   | 10       | 3        |
| Spanyolország | 2014     | 1        | 1        | 1                   | 2                   | 2        | 3        |
| Spanyolország | 2015     | –        | –        | –                   | –                   | –        | –        |
| Spanyolország | 2016     | –        | –        | –                   | –                   | –        | –        |
| Spanyolország | 2017     | 1        | 0        | –                   | –                   | 1        | 0        |
| Összesen      | Összesen | 59       | 40       | 39                  | 19                  | 98       | 59       |

1. ↑  Mérkőzései a 2006-os világbajnokság-selejtezőiben.
2. ↑  Tartalmaz négy mérkőzést és három gólt a 2006-os világbajnokságon, illetve három mérkőzést és három gólt a 2008-as Európa-bajnokság selejtezőiben.
3. ↑  Mérkőzései a 2008-as Európa-bajnokság selejtezőiben.
4. ↑  Tartalmaz négy mérkőzést és négy gólt a 2008-as Európa-bajnokságon, illetve négy mérkőzést és öt gólt a 2010-es világbajnokság selejtezőiben.
5. ↑  Tartalmaz három mérkőzést és két gólt a 2010-es világbajnokság selejtezőiben, illetve öt mérkőzést és három gólt a 2009-es konföderációs kupán.
6. ↑  Tartalmaz hét mérkőzést és öt gólt a 2010-es világbajnokságon, illetve három mérkőzést és két gólt a 2012-es Európa-bajnokság selejtezőiben.
7. ↑  Mérkőzései a 2012-es Európa-bajnokság selejtezőiben.
8. ↑  Mérkőzései a 2014-es világbajnokság selejtezőiben.
9. ↑  Tartalmaz három mérkőzést a 2014-es világbajnokság selejtezőiben, illetve három mérkőzést és három gólt a 2013-as konföderációs kupán.
10. ↑  Mérkőzései a 2014-es világbajnokságon.
11. ↑  Mérkőzései a 2018-as világbajnokság selejtezőiben.

### Góljai a válogatottban
| ## | A támadó tizenegyesből volt eredményes a találkozón |

| #  | Mérkőzés | Dátum                | Helyszín                                                    | Ellenfél            | Gól   | Eredmény | Verseny                            | Forrás  |
| -- | -------- | -------------------- | ----------------------------------------------------------- | ------------------- | ----- | -------- | ---------------------------------- | ------- |
| 1  | 4        | 2005. november 16.   | Tehelné pole, Pozsony, Szlovákia                            | Szlovákia           | 1–1   | 1–1      | 2006-os világbajnokság selejtező   | [ 171 ] |
| 2  | 5        | 2006. március 1.     | Estadio José Zorrilla, Valladolid, Spanyolország            | Elefántcsontpart    | 1–1   | 3–2      | Barátságos mérkőzés                | [ 172 ] |
| 3  | 9        | 2006. június 13.     | Zentralstadion, Lipcse, Németország                         | Ukrajna             | 2–0   | 4–0      | 2006-os világbajnokság             | [ 173 ] |
| 4  | 9        | 2006. június 13.     | Zentralstadion, Lipcse, Németország                         | Ukrajna             | 3–0## | 4–0      | 2006-os világbajnokság             | [ 173 ] |
| 5  | 12       | 2006. június 27.     | AWD-Arena, Hannover, Németország                            | Franciaország       | 1–0## | 1–3      | 2006-os világbajnokság             | [ 174 ] |
| 6  | 14       | 2006. szeptember 2.  | Estadio Nuevo Vivero, Badajoz, Spanyolország                | Liechtenstein       | 2–0   | 4–0      | 2008-as Európa-bajnokság selejtező | [ 175 ] |
| 7  | 14       | 2006. szeptember 2.  | Estadio Nuevo Vivero, Badajoz, Spanyolország                | Liechtenstein       | 3–0   | 4–0      | 2008-as Európa-bajnokság selejtező | [ 175 ] |
| 8  | 15       | 2006. szeptember 6.  | Windsor Park, Belfast, Észak-Írország                       | Észak-Írország      | 2–1   | 2–3      | 2008-as Európa-bajnokság selejtező | [ 176 ] |
| 9  | 17       | 2006. október 11.    | Estadio Nueva Condomina, Murcia, Spanyolország              | Argentína           | 2–1## | 2–1      | Barátságos mérkőzés                | [ 177 ] |
| 10 | 20       | 2007. március 24.    | Santiago Bernabéu stadion, Madrid, Spanyolország            | Dánia               | 2–0   | 2–1      | 2008-as Európa bajnokság selejtező | [ 178 ] |
| 11 | 23       | 2007. június 6.      | Rheinpark Stadion, Vaduz, Liechtenstein                     | Liechtenstein       | 1–0   | 2–0      | 2008-as Európa bajnokság selejtező | [ 179 ] |
| 12 | 23       | 2007. június 6.      | Rheinpark Stadion, Vaduz, Liechtenstein                     | Liechtenstein       | 2–0   | 2–0      | 2008-as Európa bajnokság selejtező | [ 179 ] |
| 13 | 30       | 2008. március 26.    | Estadio Manuel Martínez Valero, Elche, Spanyolország        | Olaszország         | 1–0   | 1–0      | Barátságos mérkőzés                | [ 180 ] |
| 14 | 31       | 2008. május 31.      | Nuevo Colombino, Huelva, Spanyolország                      | Peru                | 1–0   | 2–1      | Barátságos mérkőzés                | [ 181 ] |
| 15 | 32       | 2008. június 10.     | Tivoli Neu, Innsbruck, Ausztria                             | Oroszország         | 1–0   | 4–1      | 2008-as Európa-bajnokság           | [ 182 ] |
| 16 | 32       | 2008. június 10.     | Tivoli Neu, Innsbruck, Ausztria                             | Oroszország         | 2–0   | 4–1      | 2008-as Európa-bajnokság           | [ 182 ] |
| 17 | 32       | 2008. június 10.     | Tivoli Neu, Innsbruck, Ausztria                             | Oroszország         | 3–0   | 4–1      | 2008-as Európa-bajnokság           | [ 182 ] |
| 18 | 33       | 2008. június 14.     | Tivoli Neu, Innsbruck, Ausztria                             | Svédország          | 2–1   | 2–1      | 2008-as Európa-bajnokság           | [ 183 ] |
| 19 | 37       | 2008. szeptember 6.  | Estadio Nueva Condomina, Murcia, Spanyolország              | Bosznia-Hercegovina | 1–0   | 1–0      | 2010-es világbajnokság selejtező   | [ 184 ] |
| 20 | 38       | 2008. szeptember 10. | Estadio Carlos Belmonte, Albacete, Spanyolország            | Örményország        | 2–0   | 4–0      | 2010-es világbajnokság selejtező   | [ 185 ] |
| 21 | 38       | 2008. szeptember 10. | Estadio Carlos Belmonte, Albacete, Spanyolország            | Örményország        | 3–0   | 4–0      | 2010-es világbajnokság selejtező   | [ 185 ] |
| 22 | 39       | 2008. október 11.    | A. Le Coq Aréna, Tallinn, Észtország                        | Észtország          | 2–0   | 3–0      | 2010-es világbajnokság selejtező   | [ 186 ] |
| 23 | 40       | 2008. október 15.    | Baldvin király Stadion, Brüsszel, Belgium                   | Belgium             | 2–1   | 2–1      | 2010-es világbajnokság selejtező   | [ 187 ] |
| 24 | 41       | 2008. november 19.   | Estadio El Madrigal, Vila-real, Spanyolország               | Chile               | 1–0## | 3–0      | Barátságos mérkőzés                | [ 188 ] |
| 25 | 42       | 2009. február 11.    | Estadio Ramón Sánchez-Pizjuán, Sevilla, Spanyolország       | Anglia              | 1–0   | 2–0      | Barátságos mérkőzés                | [ 189 ] |
| 26 | 44       | 2009. június 9.      | Tofik Bahramov Stadion, Baku, Azerbajdzsán                  | Azerbajdzsán        | 1–0   | 6–0      | Barátságos mérkőzés                | [ 190 ] |
| 27 | 44       | 2009. június 9.      | Tofik Bahramov Stadion, Baku, Azerbajdzsán                  | Azerbajdzsán        | 2–0   | 6–0      | Barátságos mérkőzés                | [ 190 ] |
| 28 | 44       | 2009. június 9.      | Tofik Bahramov Stadion, Baku, Azerbajdzsán                  | Azerbajdzsán        | 3–0   | 6–0      | Barátságos mérkőzés                | [ 190 ] |
| 29 | 45       | 2009. június 14.     | Royal Bafokeng Stadion, Rustenburg, Dél-afrikai Köztársaság | Új-Zéland           | 5–0   | 5–0      | 2009-es konföderációs kupa         | [ 191 ] |
| 30 | 46       | 2009. június 17.     | Free State Stadion, Bloemfontein, Dél-afrikai Köztársaság   | Irak                | 1–0   | 1–0      | 2009-es konföderációs kupa         | [ 192 ] |
| 31 | 47       | 2009. június 20.     | Free State Stadion, Bloemfontein, Dél-afrikai Köztársaság   | Dél-Afrika          | 1–0   | 2–0      | 2009-es konföderációs kupa         | [ 193 ] |
| 32 | 51       | 2009. szeptember 5.  | Riazor Stadion, A Coruña, Spanyolország                     | Belgium             | 2–0   | 5–0      | 2010-es világbajnokság selejtező   | [ 194 ] |
| 33 | 51       | 2009. szeptember 5.  | Riazor Stadion, A Coruña, Spanyolország                     | Belgium             | 5–0   | 5–0      | 2010-es világbajnokság selejtező   | [ 194 ] |
| 34 | 54       | 2009. november 18.   | Ernst Happel Stadion, Bécs, Ausztria                        | Ausztria            | 2–1   | 5–1      | Barátságos mérkőzés                | [ 195 ] |
| 35 | 54       | 2009. november 18.   | Ernst Happel Stadion, Bécs, Ausztria                        | Ausztria            | 3–1   | 5–1      | Barátságos mérkőzés                | [ 195 ] |
| 36 | 55       | 2010. március 3.     | Stade de France, Párizs, Franciaország                      | Franciaország       | 1–0   | 2–0      | Barátságos mérkőzés                | [ 196 ] |
| 37 | 56       | 2010. május 29.      | Tivoli Neu, Innsbruck, Ausztria                             | Szaúd-Arábia        | 1–1   | 3–2      | Barátságos mérkőzés                | [ 197 ] |
| 38 | 60       | 2010. június 21.     | Ellis Park Stadion, Johannesburg, Dél-afrikai Köztársaság   | Honduras            | 1–0   | 2–0      | 2010-es világbajnokság             | [ 198 ] |
| 39 | 60       | 2010. június 21.     | Ellis Park Stadion, Johannesburg, Dél-afrikai Köztársaság   | Honduras            | 2–0   | 2–0      | 2010-es világbajnokság             | [ 198 ] |
| 40 | 61       | 2010. június 25.     | Loftus Versfeld Stadion, Pretoria, Dél-afrikai Köztársaság  | Chile               | 1–0   | 2–1      | 2010-es világbajnokság             | [ 199 ] |
| 41 | 62       | 2010. június 29.     | Fokvárosi Stadion, Fokváros, Dél-afrikai Köztársaság        | Portugália          | 1–0   | 1–0      | 2010-es világbajnokság             | [ 200 ] |
| 42 | 63       | 2010. július 3.      | Ellis Park Stadion, Johannesburg, Dél-afrikai Köztársaság   | Paraguay            | 1–0   | 1–0      | 2010-es világbajnokság             | [ 201 ] |
| 43 | 66       | 2010. szeptember 3.  | Rheinpark Stadion, Vaduz, Liechtenstein                     | Liechtenstein       | 2–0   | 4–0      | 2012-es Európa-bajnokság selejtező | [ 202 ] |
| 44 | 69       | 2010. október 12.    | Hampden Park, Glasgow, Skócia                               | Skócia              | 1–0## | 3–2      | 2012-es Európa-bajnokság selejtező | [ 203 ] |
| 45 | 72       | 2011. március 25.    | Nuevo Estadio de Los Cármenes, Granada, Spanyolország       | Csehország          | 1–1   | 2–1      | 2012-es Európa-bajnokság selejtező | [ 204 ] |
| 46 | 72       | 2011. március 25.    | Nuevo Estadio de Los Cármenes, Granada, Spanyolország       | Csehország          | 2–1   | 2–1      | 2012-es Európa-bajnokság selejtező | [ 204 ] |
| 47 | 75       | 2011. június 7.      | Estadio José Antonio Anzoátegui, Puerto la Cruz, Venezuela  | Venezuela           | 1–0   | 3–0      | Barátságos mérkőzés                | [ 205 ] |
| 48 | 78       | 2011. szeptember 6.  | Estadio Las Gaunas, Logroño, Spanyolország                  | Liechtenstein       | 5–0   | 6–0      | 2012-es Európa-bajnokság selejtező | [ 206 ] |
| 49 | 78       | 2011. szeptember 6.  | Estadio Las Gaunas, Logroño, Spanyolország                  | Liechtenstein       | 6–0   | 6–0      | 2012-es Európa-bajnokság selejtező | [ 206 ] |
| 50 | 80       | 2011. október 11.    | Estadio José Rico Pérez, Alicante, Spanyolország            | Skócia              | 3–0   | 3–1      | 2012-es Európa-bajnokság selejtező | [ 207 ] |
| 51 | 82       | 2011. november 15.   | Estadio Nacional de Costa Rica, San José, Costa Rica        | Costa Rica          | 2–2   | 2–2      | Barátságos mérkőzés                | [ 208 ] |
| 52 | 83       | 2012. szeptember 7.  | Estadio Municipal de Pasarón, Pontevedra, Spanyolország     | Szaúd-Arábia        | 4–0## | 5–0      | Barátságos mérkőzés                | [ 209 ] |
| 53 | 85       | 2012. november 14.   | Estadio Rommel Fernández, Panamaváros, Panama               | Panama              | 2–0   | 5–1      | Barátságos mérkőzés                | [ 210 ] |
| 54 | 90       | 2013. június 20.     | Maracanã Stadion, Rio de Janeiro, Brazília                  | Tahiti              | 4–0   | 10–0     | 2013-as konföderációs kupa         | [ 211 ] |
| 55 | 90       | 2013. június 20.     | Maracanã Stadion, Rio de Janeiro, Brazília                  | Tahiti              | 5–0   | 10–0     | 2013-as konföderációs kupa         | [ 211 ] |
| 56 | 90       | 2013. június 20.     | Maracanã Stadion, Rio de Janeiro, Brazília                  | Tahiti              | 7–0   | 10–0     | 2013-as konföderációs kupa         | [ 211 ] |
| 57 | 96       | 2014. június 7.      | FedExField, Washington, Amerikai Egyesült Államok           | Salvador            | 1–0   | 2–0      | Barátságos mérkőzés                | [ 212 ] |
| 58 | 96       | 2014. június 7.      | FedExField, Washington, Amerikai Egyesült Államok           | Salvador            | 2–0   | 2–0      | Barátságos mérkőzés                | [ 212 ] |
| 59 | 97       | 2014. június 23.     | Arena da Baixada, Curitiba, Brazília                        | Ausztrália          | 1–0   | 3–0      | 2014-es világbajnokság             | [ 213 ] |

## Sikerei, díjai
- Real Zaragoza:
  - Spanyol kupa: 2003–2004
  - Spanyol szuperkupa: 2004
- Valencia CF:
  - Spanyol kupa: 2007–2008
- FC Barcelona:
  - Spanyol bajnok: 2010–2011, 2012–2013
  - Spanyol kupa: 2011–2012
  - Spanyol szuperkupa: 2010, 2011
  - UEFA-bajnokok ligája: 2010–2011
  - UEFA-szuperkupa: 2011
  - FIFA-klubvilágbajnokság: 2011
- Atlético Madrid:
  - Spanyol bajnok: 2013–2014
- Vissel Kobe
  - Japán kupa: 2019
- Spanyolország:
  - Európa-bajnok: 2008
  - Világbajnok: 2010
- Egyéni elismerései
  - FIFA – FIFPro World XI: 2010
  - UEFA – Az év csapata: 2010
  - 2010-es világbajnokság: ezüstcipő,[140] bronzlabda,[141] álomcsapat tagja[142]
  - 2010-es világbajnokság – A mérkőzés embere: Spanyolország–Honduras
  - 2008-as Európa-bajnokság: aranycipő,[119] a torna csapatának tagja[120]
  - 2008-as Európa-bajnokság – A mérkőzés embere: Spanyolország–Oroszország, Spanyolország–Svédország
  - 2009-es konföderációs kupa: bronzcipő, a torna csapatának tagja[129]
  - Az év spanyol játékosa: 2005–2006
  - Zarra-trófea: 2005–2006, 2006–2007, 2008–2009, 2009–2010
  - USA Sportakadémia – Az év sportolója: 2010
  - MLS – Landon Donovan-díj: 2016[9]
  - MLS – ESPY-díj: 2017
  - MLS – Legjobb 11: 2016, 2017[215]
  - MLS All-Star: 2015, 2016, 2017,[216] 2018
  - Ride of Fame: 2015 szeptember
  - New York City – A legértékesebb játékos: 2015,[217] 2016,[218] 2017[219]
  - New York City – Az év gólja: 2015
  - New York City – Az év támadó játékosa: 2016[220]
  - MLS – A hónap játékosa: 2017 június[221]
  - MLS – A hét játékosa 2015-ben: 2. hét, 15. hét
  - New York City – A hónap játékosa: 2015 július,[222] 2016 április,[223] 2016 szeptember, 2017 november
  - J1 League – Az év gólja: 2019[224]
- Eredmények
  - Valencia – gólkirályi cím: 2005–2006, 2006–2007, 2007–2008, 2008–2009, 2009–2010
  - La Liga – A legtöbb gólpasszt adó játékos: 2006–2007[18]
  - A spanyol válogatott legjobb góllövője: 59 gól
  - A spanyol válogatott legjobb góllövője a világbajnokságokat tekintve: 9 gól
  - A New York City legjobb góllövője: 80 gól
  - A legtöbb gól egy világbajnokságon a válogatottban: 5
  - A legtöbb gól egy naptári évben a válogatottban: 12 (2008,2009)[122]
  - Leghosszabb széria a gólokat tekintve a válogatottban: 6[124]
- Kitüntetések
  - Asztúria hercegnője díj: 2010
  - Királyi Sport Érdemrend – arany medál: 2011[225]

## Fordítás
Ez a szócikk részben vagy egészben  a   David Villa című angol Wikipédia-szócikk ezen változatának fordításán alapul.  Az eredeti cikk szerkesztőit annak laptörténete sorolja fel. Ez a jelzés csupán a megfogalmazás eredetét és a szerzői jogokat jelzi, nem szolgál a cikkben szereplő információk forrásmegjelöléseként.